# 305 a. C.
El año 305 a. C. fue un año del calendario romano prejuliano. En el Imperio romano se conocía como el Año del Consulado de Megelo y Augurino (o menos frecuentemente, año 449 Ab urbe condita). 

## Acontecimientos
- Fallido asedio de Rodas por Demetrio Poliorcetes. Los restos de la torre de asedio abandonada por este en la isla se usan como base para construir el Coloso del puerto, una de las Siete Maravillas del Mundo.
- Se establece la Dinastía Ptolemaica en Egipto.
- Golpe de Estado de Casandro en Macedonia.
- Los romanos ocupan Teate (Chieti), antigua colonia griega en la península itálica.
- Fallida invasión de la India por Seleuco I Nikátor.
- Batalla de Boviano entre la República Romana y los Samnitas siendo derrotada la República Romana.

## Nacimientos
- Zou Yan, filósofo chino (m. 240 a. C.)

- Datos: Q79828